# Venom Inc.
Venom Inc. est un groupe britannique de heavy metal, originaire de Newcastle upon Tyne, en Angleterre.

## Histoire
L'histoire de Venom Inc. remonte au 24 avril 2015, lorsque le groupe M-Pire of Evil joue au Keep It True. M-Pire of Evil est un projet d'anciens membres de Venom, dans lequel ils reprennent des chansons de Venom ou jouent des chansons dans le style de ce groupe lorsque ces membres étaient encore actifs dans le groupe. Lors du concert, Jeff Dunn et Tony Dolan invitent le batteur Anthony Bray, un autre ancien membre de Venom, à jouer quelques vieilles chansons de Venom au festival, sachant que Dunn et Bray ne s'étaient pas parlés depuis une vingtaine d'années auparavant. Cette action spontanée conduit à la création de Venom Inc, composé de la formation Venom de 1989 à 1992 : Jeff « Mantas » Dunn comme guitariste, Tony « Demolition Man » Dolan comme chanteur et bassiste et Anthony « Abaddon » Bray comme batteur. Le premier album Avé sort en 2017 La même année, le groupe participe notamment aux MetalDays.
Fin avril 2018, Dunn est victime d'une crise cardiaque qui a entraîné un arrêt cardiaque de courte durée. Dunn a alors subi un double pontage, et depuis, il se remet de l'infarctus et un pontage.
Pour la naissance de sa fille, Anthony « Abaddon » Bray prend une pause des activités du groupe depuis le début de l'année 2018, mais en septembre 2018, Abaddon annonce qu'il ne reviendrait pas dans le groupe. Pendant sa pause, il aurait appris qu'il avait été licencié. Son ancien remplaçant, Jeramie Kling, serait désormais le nouveau batteur du groupe.

## Style musical
Lors d'une interview avec Mandy Malon, Tony Dolan déclare que Venom Inc. était plus qu'un simple cover band. Il ajoute qu'il essaye plutôt d'expérimenter et de surprendre avec des chansons comme Dein Fleisch. Dans le même numéro, Thomas Kupfer fait une critique d'Avé. Selon lui, l'album n'est pas destiné aux « esprits fins musicaux », mais propose des « orgies bruyantes et grossières ». Dès la chanson d'ouverture Ave Satanas, les faiblesses d'écriture de l'album sont révélées. Dans cette chanson, « [e]n refrain moyen, tenu dans un mid-tempo massif » est répété, ce qui ne l'améliore pas non plus. Stephan Möller de metal.de fait également une critique de l'album et constate qu'il pouvait être classé quelque part entre la première vague du black metal, le speed metal et le thrash metal. C'est ainsi que le terme « black 'n' roll » et une comparaison avec Motörhead lui sont venus à l'esprit. Par rapport aux albums Black Metal et Welcome to Hell de Venom, Venom Inc. sonne un peu plus rock et dans la lignée de Motörhead. En outre, la musique a un aspect plus moderne. Avé est « mûr et probablement l'album le plus propre que cette constellation de musiciens ait jamais enregistré ».

## Discographie

### Albums studio
- 2017 : Avé (Nuclear Blast)
- 2022 : There’s Only Black (Nuclear Blast)

### Singles
- 2017 : Dein Fleisch (Decibel)
- 2018 : War (Nuclear Blast)
- 2022 : How Many Can Die (Nuclear Blast)